# 鶴峯八幡神社 (富津市)
鶴峯八幡神社（つるみねはちまんじんじゃ）は、千葉県富津市にある八幡神社。旧社格は郷社。

## 祭神
- 誉田別尊
- 玉依姫命
- 神功皇后

## 由緒
社伝によれば、養老年間（717年 - 724年）に創建されたという。中世には上総武田氏、里見氏の尊崇を受けた。

## 文化財

### 富津市指定文化財
- 鶴峯八幡宮再興棟礼

## 所在地
- 千葉県富津市八幡143